# Johnathan Motley
Pour les articles homonymes, voir Motley.
Johnathan Landus Motley, né le 4 mai 1995 à Houston au Texas, est un joueur américain de basket-ball évoluant aux postes d'ailier fort et pivot. Il mesure 2,03 m.

## Biographie
Après ses trois ans en université avec les Bears de Baylor, il se présente à la draft 2017 de la NBA mais n'est pas drafté.
Le 25 juillet 2019, il signe un second contrat two-way d'affilée avec les Clippers de Los Angeles.
En août 2021, Motley s'engage avec le club russe du Lokomotiv Kouban-Krasnodar.
En juin 2022, Motley rejoint le Fenerbahçe, club turc de basket-ball. Il y signe un contrat de deux ans.